# Aleš Zima
Aleš Zima (* 15. října 1973 v Hradci Králové) je bývalý český hokejový útočník.

## Kariéra
Odchovanec týmu Stadion Hradec Králové začal svoji extraligovou kariéru v roce 1993 ve svém mateřském klubu. V české extralize nastupoval dále za týmy HC Olomouc, HC Vsetín, HC Třinec, HC Havířov, HC Zlín a HC Karlovy Vary. V cizině nastoupil v barvách velšského Cardiff Devils, ruského Chimik Voskresensk a korejského Halla Winia. Naposledy nastupoval v druholigovém HC Šternberk.